# Кургашли (печера)
Кургашли (рос. Кургашлы, Медвежья) — печера в Башкортостані, Росія. Печера комплексного (горизонтально-вертикального) типу простягання. Загальна протяжність — 38 м. Глибина печери становить 232 м. Категорія складності проходження ходів печери — 1. Печера відноситься до Малоїкського району Південної області Західноуральської спелеологічної провінції.